# 2037
Évszázadok: 20. század – 21. század – 22. század
Évtizedek: 1980-as évek – 1990-es évek – 2000-es évek – 2010-es évek – 2020-as évek – 2030-as évek – 2040-es évek – 2050-es évek – 2060-as évek – 2070-es évek – 2080-as évek
Évek: 2032 – 2033 – 2034 – 2035 –  2036 – 2037 – 2038 – 2039 – 2040 – 2041 – 2042
2037 a 3. évezred, a 21. század és a 2030-as évek egyik éve. A Gergely-naptár szerint csütörtökkel kezdődik és csütörtökkel végződik.

## Várható események

### Határozott dátumú események
- július 10. – Az Apollo–10 Snoopy holdkompja elrepül a Föld mellett, körülbelül 6 millió kilométer távolságban.[1]
- július 13. – Teljes napfogyatkozás Ausztrália és Új-Zéland felett.[2]

### Határozatlan dátumú események
- az év folyamán – A világ népessége átlépi a 9 milliárdot.[3]